# Elmer Feig
 (septembre 2019).
Si vous disposez d'ouvrages ou d'articles de référence ou si vous connaissez des sites web de qualité traitant du thème abordé ici, merci de compléter l'article en donnant les références utiles à sa vérifiabilité et en les liant à la section « Notes et références ».
Elmer Edward Feig (9 mai 1897 - 20 octobre 1968) était un architecte américain sans licence, reconnu pour avoir conçu plus de 81 immeubles d'habitation entre 1925 et 1931 à Portland, en Oregon. Feig a également conçu des résidences unifamiliales. De nombreuses conceptions de Feig ont survécu au renouveau urbain et sont devenues une caractéristique centrale des quartiers de Portland. Certains des bâtiments de Feig sont répertoriés sur le registre national des lieux historiques.

## Premières années
Elmer Edward Feig est né le 9 mai 1897 à Atwater, dans le Minnesota. Quelques années plus tard, la famille déménagea dans le comté de Barnes, dans le Dakota du Nord, où le père d'Elmer travaillait comme commis dans une quincaillerie. La famille s'installa à Portland en 1910.
Feig a commencé son travail en tant que dessinateur pour le bureau de Portland de Fenner Redicut Homes en 1914. Il a commencé à travailler en tant qu'architecte en structures et mécanique à Vancouver (Washington) pour la société de construction G. M. Standifer en 1916, où il est resté pendant trois ans. De 1919 à 1927, Feig travailla comme inspecteur et examinateur de plans au bureau des bâtiments de la ville de Portland, précurseur de la commission de planification et de durabilité. Feig a conçu la maison Keller alors qu'il travaillait pour le Bureau of Buildings.
La première femme d'Elmer Feig, Gladys Kunich, avait deux enfants. Les Feigs ont divorcé dans les années 1930. Feig a épousé sa deuxième femme, Dora, plus tard dans les années 1930.

## Architecture
En 1928, Feig a fondé le Bureau des services d'architecture et a commencé à travailler comme architecte à temps plein, bien qu'il se soit qualifié de concepteur de bâtiments. Harry Mittleman, l'un de ses premiers clients commerciaux, a construit plusieurs immeubles d'appartements d'après les plans fournis par Feig, y compris Blackstone Apartments. Blackstone est une structure de la Renaissance égyptienne citée comme exemple clé du travail de Feig. Une conception typique de Feig comprenait un sous-sol surélevé, trois à cinq étages, un toit plat et des parapets surélevés plus haut au milieu et aux angles. Feig a expérimenté différents styles de renaissance où des motifs exotiques étaient appliqués aux structures d'appartement ordinaires, notamment des panneaux en relief et des décorations en pierre reconstituée. La forme de construction était également importante pour Feig, et il expérimenta avec les cours et les jardins attachés aux formes en U et en forme de L. 
De la fin des années 1920 au début des années 1930, Feig conçut plus de 81 immeubles d'habitation et au moins sept maisons. Travaillant normalement seul, Feig a collaboré avec Harry Herzog de la société Bennes & Herzog sur au moins un dessein, mais à des moments différents. 

## Des années plus tard
On sait peu de choses sur Elmer Feig. Son travail en Floride n'a pas été documenté et son héritage restera dans les quartiers de Portland où ses bâtiments sont chéris.
Il est retourné en Oregon en 1965 et a pris sa retraite à Newberg. Elmer Feig est décédé le 20 octobre 1968.